# Bristol, Pennsylvania
Bristol är en kommun (borough) i Bucks County i Pennsylvania. Vid 2010 års folkräkning hade Bristol 9 726 invånare.

## Kända personer från Bristol
- Poul Anderson, science fiction-författare
- Daniel W. Bursch, astronaut
- Lauren Holly, skådespelare
- Joseph McIlvaine, politiker